# Anatolij Čubajs
Anatolij Borisovič Čubajs (rusky Анатолий Борисович Чубайс; * 16. června 1955, Barysaŭ) bývá označován za otce ruské privatizace v 90. letech 20. století. V letech 1998 až 2008 stál v čele ruské monopolní energetické společnosti RAO JES. Od září 2008 do prosince 2020 byl generálním ředitelem státní technologické firmy Rosnano (pův. Ruská korporace nanotechnologií).

## Vládní funkce
Čubajs v 90. letech patřil do týmu mladých reformátorů soustředěných kolem bývalého premiéra Jegora Gajdara. Západ ho považoval za nejliberálnějšího z kremelské soustavy, za výkonného úředníka moderního stylu.
Čubajs se udržel ve vládě i po Gajdarově pádu a v roce 1994 ho prezident Boris Jelcin povýšil na místopředsedu vlády odpovědného za privatizační program. Po volbách v prosinci 1995 mu však byl připsán na vrub nejen výprodej státního majetku, nevhodnost reforem v západním stylu a pochybné způsoby snížení inflace, ale i volební neúspěch bloku Náš dům-Rusko. V lednu 1996 tak musel z vlády odejít.
O dva měsíce později začal pracovat v Jelcinově týmu pro prezidentské volby. Po Jelcinově znovuzvolení převzal v červenci funkci vedoucího prezidentské kanceláře a působil i jako Jelcinův poradce. Později se stal prvním vicepremiérem a ministrem financí. U prezidenta Vladimira Putina působil jako poradce pro klima či jako zástupce pro styk s mezinárodními společnostmi.
23. března 2022 dle agentury Bloomberg kvůli nesouhlasu s ruskou invazí na Ukrajinu rezignoval na svou funkci prezidentského poradce a opustil Rusko. Agentura jej označila za nejvýše postaveného ruského úředníka, který kvůli invazi odešel.
Na konci července 2022 byl ve vážném stavu hospitalizován na severu Sardinie, kde trávil dovolenou. Podle sdělení manželky se mu udělalo nevolno a měl potíže s pohyby končetin. Lékaři se domnívají, že by se mohlo jednat o Guillainův–Barrého syndrom zasahující periferní nervovou soustavu. Italští policejní experti však odebrali vzorky, aby se úřady ujistily, že se nejedná o cizí zavinění.

## Atentát
V roce 2005 při cestě do práce vyvázl nezraněn při útoku neznámých atentátníků, kteří stříleli ze samopalů na jeho BMW a vůz ochranky. Mezi auty zároveň vybuchla nálož.

## Osobní život
Z prvního manželství má Čubajs dvě děti. Jeho druhá žena byla ekonomka Marie Višněvská, v roce 2012 se oženil potřetí.